# Condictio indebiti
Die condictio indebiti (übersetzt etwa: „Zurückforderung des Nichtgeschuldeten“) bezeichnet die Kondiktion, also die Rückforderung einer erbrachten Leistung, aufgrund einer tatsächlich bestehenden Nichtschuld.
Im antiken Rom war die condictio ein Klagetyp, eine sogenannte actio. Heute wird der Begriff nicht auf (prätorisch) induzierte Gerichtsverfahren verwendet, sondern auf einen bestimmten zivilrechtlichen  Anspruch aus dem Bereicherungsrecht. Wer einem anderen etwas gegeben hat, kann das Gegebene wieder zurückverlangen, wenn gewisse Voraussetzungen vorliegen. Insbesondere gilt das, wenn eine Leistungspflicht nicht bestand. Entsprechende Vorschriften existieren in verschiedenen kontinentaleuropäischen Zivilgesetzbüchern, wenngleich sie durchaus unterschiedlich formuliert und ausgestaltet sind. In Deutschland besteht die Regelung des § 812 Absatz 1 Satz 1 Alternative 1 BGB, in Österreich die des § 1431 ABGB und in der Schweiz Art. 62 Absatz 2 sowie Art. 63 OR.
Eine condictio indebiti liegt vor, wenn zwar geleistet wurde, ein Rechtsgrund für die Leistung aber nicht bestand. Der Leistungsempfänger hatte in diesem Fall keinen Anspruch auf Erhalt der Leistung und für den Leistenden bestand keine Pflicht, die Leistung vorzunehmen. Die Beteiligten, zumindest aber der Leistende, gingen davon aus, dass ein erfüllungsfähiger Vertrag vorläge. Die Ursache für die Fehlannahme kann vielgestaltig sein. Entweder wurde der Vertrag nicht wirksam geschlossen, beispielsweise aufgrund von Dissens, Geschäftsunfähigkeit, gesetzlichen Verbots oder Wuchers, oder aber die Wirksamkeit der ursprünglich getroffenen Abrede ist aufgrund einer rückwirkenden Anfechtung entfallen. Auch denkbar ist die Konstellation, dass mehr geleistet wurde, als der Vertrag vorsah, weil der Leistende sich über den Umfang seiner Pflicht irrte. Beim Mehr des geleisteten Umfangs handelt es sich um etwas Nichtgeschuldetes.
Hinsichtlich der Anfechtung griff im römischen Recht die condictio ob causam finitam. Der Tatbestand der condictio indebiti erfasste schon seinerzeit auch irrtumsbedingte Leistungen (indebitum solutum).
Eine condictio indebiti kommt sehr häufig in Forderungsabrechnungen von Kreditinstituten vor, indem bei der Forderungsabrechnung falsche Zinssätze angesetzt werden. Die aus der Zahlung der Forderung (durch die zu viel berechneten Zinsen) resultierende Bereicherung führt regelmäßig zu einem Erstattungszwang der Kreditinstitute gegenüber dem Schuldner. Da die Bereicherung sittenwidrig erfolgte, ist auch regelmäßig die Verjährung ausgesetzt.
Weil die condictio indebiti voraussetzt, dass bereits etwas geleistet wurde, was nun zurückgefordert werden soll, ist „die Leistung“ eine der zentralen Voraussetzungen dieses Anspruchs. Man rechnet die condictio indebiti daher der Gruppe der Leistungskondiktionen zu.